# Савельев, Борис Николаевич
Борис Николаевич Саве́льев (1910 — ?) — советский инженер, конструктор корабельных радиолокационных станций.

## Биография
Родился 10 августа 1910 года в Москве. В 1926 — 1931 годах работал помощником техника и техником в Мосэнерго. В 1935 году окончил МИИС.
В 1935—1937 годах инженер ОКБ-6 РККА. С 1937 году работал в НИИ-10: старший инженер, старший научный сотрудник, начальник лаборатории, в 1949—1952 годах директор.
Главный конструктор правительственных заказов «Сом», «Координатор». Принимал участие в разработках первых корабельных радиолокационных станций и их внедрении в производство.
С 1952 года работал в оборонном отделе ЦК КПСС. С 1959 годах начальник отдела СЭВ.

## Награды и премии
- Сталинская премия третьей степени (1949) — за разработку нового типа радиоаппаратуры[1]
- Сталинская премия третьей степени  (1950) — за разработку и внедрение в серийное производство новой радиоаппаратуры
- орден «Знак Почёта» (1945)
- три медали